# Matvej Gusev
Matvej Matvejevič Gusev (rus. Матве́й Матве́евич Гу́сев) (28. studenog 1826.,Vyatka, Rusija – 22. travnja 1866., Berlin, Njemačka) bio je ruski astronom. 
Nakon što je diplomirao na Sveučilištu Kazan (1847.), predavao je fiziku i fizičku geografiju. U 1851. sudjelovao je u ekspediciji koja je promatrala potpunu pomrčinu Sunca u Berdjansku. Radio je u opservatoriju Pulkovo kod St. Petersburga od 1850. do 1852., a potom u Opservatoriju Vilnius kao pomoćnik ravnatelja. 
Godine 1860. osnovao je prvi znanstveni časopis posvećen matematici i fizici u Rusiji: Vestnik matematicheskikh nauk (ru. Вестник математических наук). Postao je direktor opservatorija u Vilniusu 1865. godine. 
Prvi je dokazao nesferičnost Mjeseca, zaključujući 1860. godine da je on izdužen u smjeru Zemlje. Smatra se jednim od pionira u korištenju fotografije u astronomiji, snimajući Mjesec i Sunce - uključujući sunčeve pjege - dok je radio u Opservatoriju Vilnius. 
Umro je u Berlinu, Njemačka, 1866. Glavni krater na Marsu nazvan je po njemu krater Gusev, a krater je poznat kao mjesto slijetanja marsovskog rovera Spirit. 